# الكسندر زاسوخين
الكسندر زاسوخين (بالروسية: Засухин, Александр Федосеевич)‏ (مواليد 15 يوليو 1928) هو ملاكم روسي، مثّل بلاده في الألعاب الأولمبية الصيفية 1952.

## روابط خارجية
الكسندر زاسوخين على موقع أوليمبيديا (الإنجليزية)